# 斯萊滕山
斯萊滕山（英語：Mount Sletten），是南極洲的山峰，位於阿蒙森海岸，處於普利策山東北面7公里的斯科特冰川西岸，由美國探險隊發現和繪入地圖，現時由南極條約體系管理。